# Bressolles (Allier)
Pour les articles homonymes, voir Bressolles.
Bressolles est une commune française située dans le département de l'Allier, en région Auvergne-Rhône-Alpes.
La commune est située au sud-ouest de Moulins, préfecture de l'Allier. Ses habitants, au nombre de 1 141 au recensement de 2022, sont appelés les Bressollois et les Bressolloises.

## Géographie

### Communes limitrophes
| Coulandon | Neuvy      | Moulins           |
| Souvigny  | Bressolles | Toulon-sur-Allier |
| Besson    | Chemilly   |                   |

### Climat
Pour des articles plus généraux, voir Climat d'Auvergne-Rhône-Alpes et Climat de l'Allier.
En 2010, le climat de la commune est de type climat océanique dégradé des plaines du Centre et du Nord, selon une étude du CNRS s'appuyant sur une série de données couvrant la période 1971-2000. En 2020, Météo-France publie une typologie des climats de la France métropolitaine dans laquelle la commune est exposée à un climat océanique altéré et est dans la région climatique Centre et contreforts nord du Massif Central, caractérisée par un air sec en été et un bon ensoleillement.
Pour la période 1971-2000, la température annuelle moyenne est de 11 °C, avec une amplitude thermique annuelle de 16,3 °C. Le cumul annuel moyen de précipitations est de 756 mm, avec 11 jours de précipitations en janvier et 7,2 jours en juillet. Pour la période 1991-2020, la température moyenne annuelle observée sur la station météorologique de Météo-France la plus proche, sur la commune d'Yzeure à 5 km à vol d'oiseau, est de 11,9 °C et le cumul annuel moyen de précipitations est de 795,7 mm,. Pour l'avenir, les paramètres climatiques de la commune estimés pour 2050 selon différents scénarios d'émission de gaz à effet de serre sont consultables sur un site dédié publié par Météo-France en novembre 2022.

## Urbanisme

### Typologie
Au 1er janvier 2024, Bressolles est catégorisée commune rurale à habitat dispersé, selon la nouvelle grille communale de densité à 7 niveaux définie par l'Insee en 2022.
Elle est située hors unité urbaine. Par ailleurs la commune fait partie de l'aire d'attraction de Moulins, dont elle est une commune de la couronne,. Cette aire, qui regroupe 64 communes, est catégorisée dans les aires de 50 000 à moins de 200 000 habitants,.

### Occupation des sols

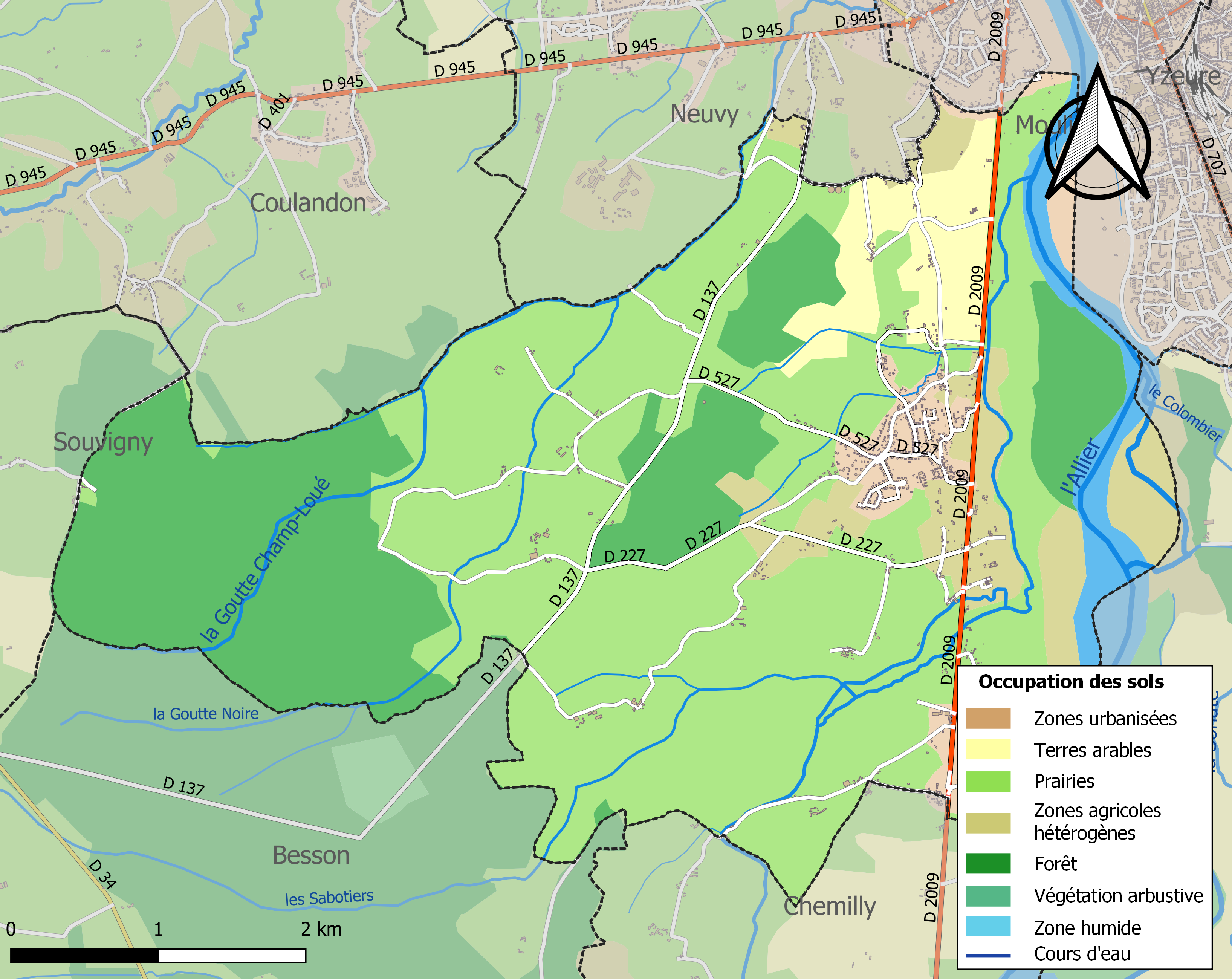
Carte des infrastructures et de l'occupation des sols de la commune en 2018 (CLC).

L'occupation des sols de la commune, telle qu'elle ressort de la base de données européenne d’occupation biophysique des sols Corine Land Cover (CLC), est marquée par l'importance des territoires agricoles (65 % en 2018), en diminution par rapport à 1990 (67 %). La répartition détaillée en 2018 est la suivante : prairies (51,1 %), forêts (25,4 %), zones agricoles hétérogènes (8,3 %), terres arables (5,6 %), zones urbanisées (4,3 %), eaux continentales (4,2 %), milieux à végétation arbustive et/ou herbacée (0,7 %), espaces verts artificialisés, non agricoles (0,5 %).
L'IGN met par ailleurs à disposition un outil en ligne permettant de comparer l'évolution dans le temps de l'occupation des sols de la commune (ou de territoires à des échelles différentes). Plusieurs époques sont accessibles sous forme de cartes ou photos aériennes : la carte de Cassini (XVIIIe siècle), la carte d'état-major (1820-1866) et la période actuelle (1950 à aujourd'hui).

## Histoire
Longtemps seigneurie de la famille de Bréchard (Breschard), qui en étaient baron, cette terre passa entre les mains de la famille de Sacconyn, venue du Lyonnais, par le mariage vers 1510 de Jacquette, fille héritière de Gilbert de Bréchard de Bressolles, avec Symphorien de Sacconyn. De 1372 environ jusque vers 1653, les seigneurs de Bressolles ont aussi possédé Monétay, alias le Petit-Bressolles, depuis les noces vers 1372 entre Regnault de Bréchard-Bressolles et Blanche de Montmorillon.

## Politique et administration

### Découpage territorial
La commune de Bressolles est membre de la communauté d'agglomération Moulins Communauté, un établissement public de coopération intercommunale (EPCI) à fiscalité propre créé le 1er janvier 2017 dont le siège est à Moulins. Ce dernier est par ailleurs membre d'autres groupements intercommunaux.
Sur le plan administratif, elle est rattachée à l'arrondissement de Moulins, au département de l'Allier et à la région Auvergne-Rhône-Alpes. Sur le plan électoral, elle dépend du  canton de Souvigny pour l'élection des conseillers départementaux, depuis le redécoupage cantonal de 2014 entré en vigueur en 2015, et de la première circonscription de l'Allier  pour les élections législatives, depuis le dernier découpage électoral de 2010.

### Administration municipale
Bressolles dépendait du canton de Moulins-Sud jusqu'en mars 2015 ; à la suite du redécoupage des cantons du département, elle se situe dans le canton de Souvigny.
| Période                                  | Période                     | Identité          | Étiquette | Qualité |
| ---------------------------------------- | --------------------------- | ----------------- | --------- | ------- |
| Les données manquantes sont à compléter. |                             |                   |           |         |
| mars 2001                                | 2011                        | Claude Coulon     | DVG       |         |
| 2011                                     | 25 octobre 2024 (démission) | René Martin       | DVG       | Employé |
| 13 décembre 2024                         | En cours (au 26 avril 2025) | Jean-Marc Etienne |           |         |

## Population et société

### Démographie
Les habitants de la commune sont appelés les Bressollois et les Bressolloises.
L'évolution du nombre d'habitants est connue à travers les recensements de la population effectués dans la commune depuis 1793. Pour les communes de moins de 10 000 habitants, une enquête de recensement portant sur toute la population est réalisée tous les cinq ans, les populations de référence des années intermédiaires étant quant à elles estimées par interpolation ou extrapolation. Pour la commune, le premier recensement exhaustif entrant dans le cadre du nouveau dispositif a été réalisé en 2005.

En 2022, la commune comptait 1 141 habitants, en évolution de +3,82 % par rapport à 2016 (Allier : −1,38 %, France hors Mayotte : +2,11 %).
| 1793 | 1800 | 1806 | 1821 | 1831 | 1836 | 1841 | 1846 | 1851 |
| ---- | ---- | ---- | ---- | ---- | ---- | ---- | ---- | ---- |
| 524  | 648  | 633  | 677  | 678  | 703  | 685  | 709  | 720  |

| 1856 | 1861 | 1866 | 1872 | 1876 | 1881 | 1886 | 1891 | 1896 |
| ---- | ---- | ---- | ---- | ---- | ---- | ---- | ---- | ---- |
| 697  | 674  | 760  | 747  | 730  | 725  | 719  | 703  | 649  |

| 1901 | 1906 | 1911 | 1921 | 1926 | 1931 | 1936 | 1946 | 1954 |
| ---- | ---- | ---- | ---- | ---- | ---- | ---- | ---- | ---- |
| 673  | 642  | 609  | 482  | 495  | 534  | 557  | 494  | 501  |

| 1962 | 1968 | 1975 | 1982 | 1990 | 1999 | 2005  | 2006  | 2010  |
| ---- | ---- | ---- | ---- | ---- | ---- | ----- | ----- | ----- |
| 519  | 596  | 783  | 881  | 957  | 962  | 1 039 | 1 035 | 1 026 |

| 2015  | 2020  | 2022  | - | - | - | - | - | - |
| ----- | ----- | ----- | - | - | - | - | - | - |
| 1 081 | 1 132 | 1 141 | - | - | - | - | - | - |

## Culture locale et patrimoine

### Lieux et monuments
- L'église du Sacré-Cœur.
- Le château de Bressolles avec une tour ronde du XIIIe siècle et une tour carrée du XVe siècle[27].

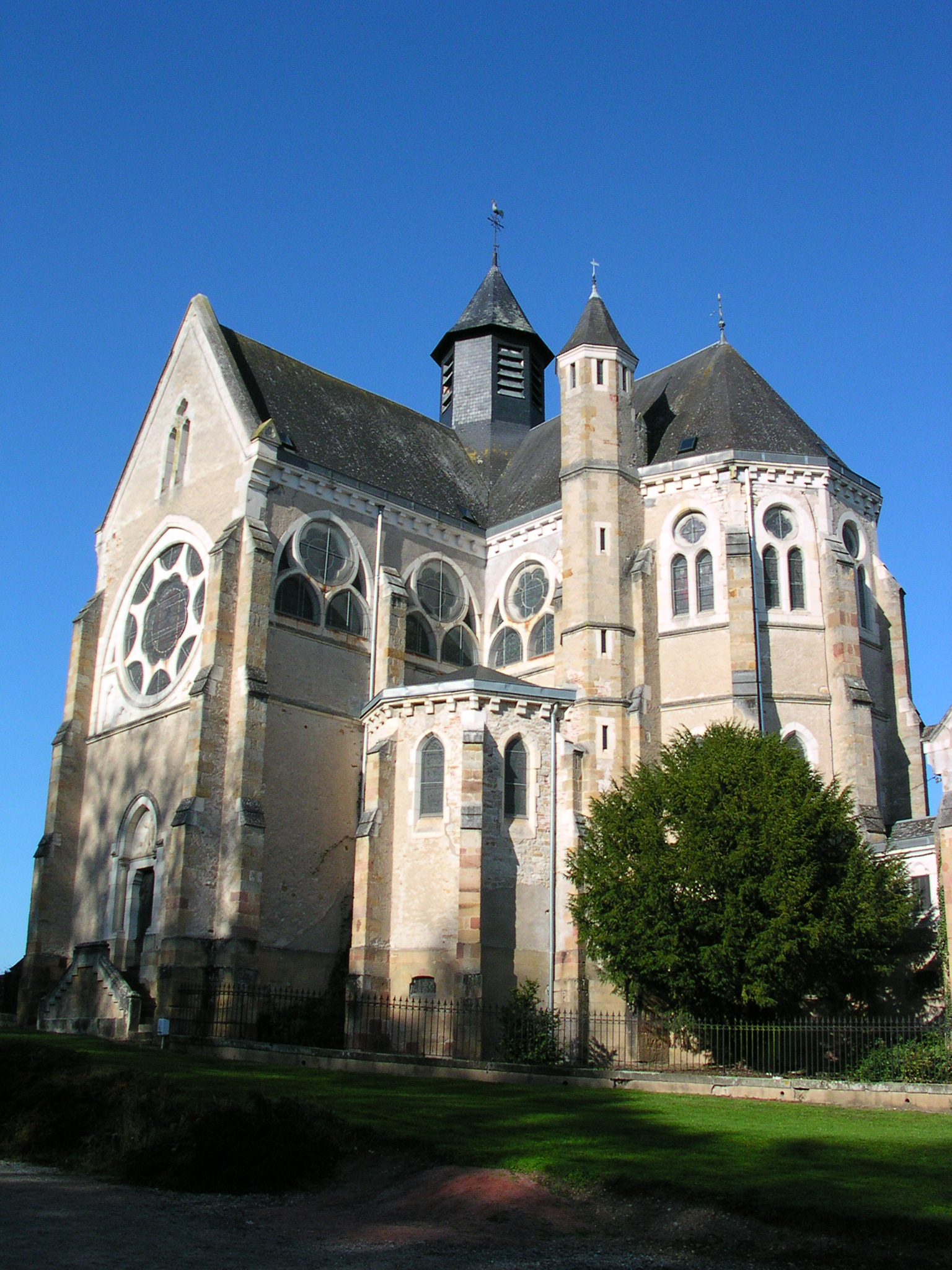
L'église du Sacré-Cœur.
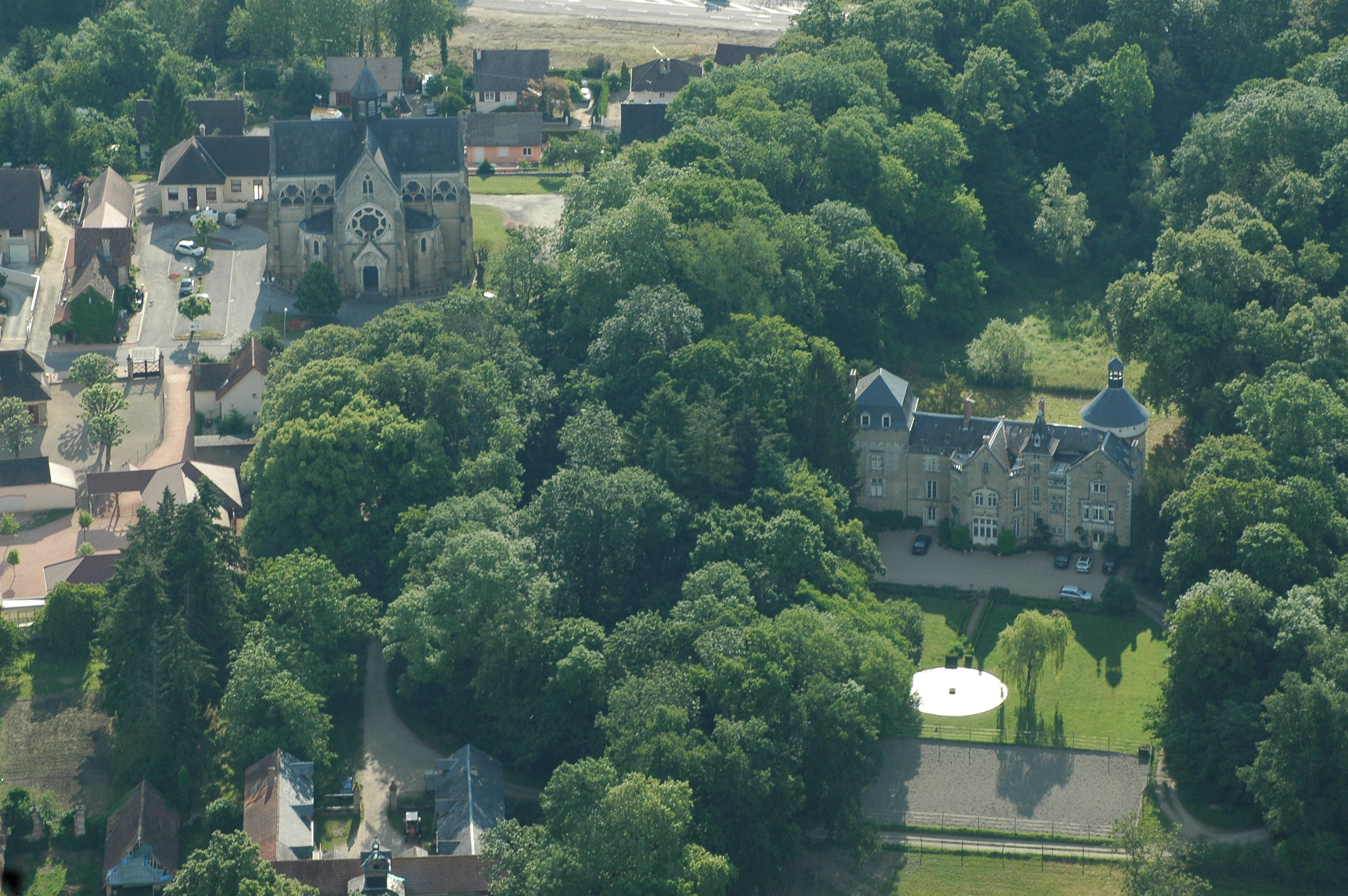
Le château et l'église du Sacré-Cœur.

### Personnalités liées à la commune
- Nicolas Thurot (29 janvier 1773 - 19 novembre 1835), général, officier des guerres de la Révolution et de l'Empire, né à Bressolles.
- Jules Loguet (27 mai 1883 – 19 novembre 1914), athlète de haut niveau, il devient champion de France 100 km marche en 1911. Lors de la Première Guerre mondiale, il incorpore le 169e régiment d'infanterie, dit les loups, en tant que sergent. Il décède lors des combats du Bois-le-Prêtre. Sa tombe est visible à la nécropole du Pétant (14/18-A-111).

### Héraldique
|  | Les armes de la commune se blasonnent ainsi : Coupé : au premier mi-parti de gueules aux trois bandes d'argent et d'azur à l'ancre aussi d'argent entortillée de sa gumène de sable, au second d'or au chêne terrassé de sinople. |